# 마스 파동 형식
수학에서 마스 파동 형식(영어: Maass wave form)은 모듈러 형식과 유사하지만 정칙함수가 아니라 일종의 조화함수인 복소함수이다. 한스 마스가 1949년 정의하였다.

## 정의
상반평면 {\displaystyle \mathbb {H} =\{\tau \in \mathbb {C} \colon \operatorname {Im} \tau >0\}} 위의 라플라스 연산자는 다음과 같다. {\displaystyle \tau =x+iy}라면,
{\displaystyle \Delta =-y^{2}\left({\frac {\partial ^{2}}{\partial x^{2}}}+{\frac {\partial ^{2}}{\partial y^{2}}}\right)}
이다. 이는 쌍곡기하학에서의 곡률을 고려한 것이다.
약한 마스 파동 형식(영어: Maass wave form)은 다음 성질들을 만족시키는, 상반평면 위에 정의된 복소함수 {\displaystyle f\colon \mathbb {H} \to \mathbb {C} }이다.
- {\displaystyle f}는 모듈러 군 {\displaystyle \operatorname {PSL} (2;\mathbb {Z} )}의 작용에 불변이다. 즉, {\displaystyle {\begin{pmatrix}a&b\\c&d\end{pmatrix}}\in \operatorname {SL} (2;\mathbb {Z} )}에 대하여 {\displaystyle f((az+b)/(cz+d),(a{\bar {z}}+b),(c{\bar {z}}+d))=f(z,{\bar {z}})}이다.
- {\displaystyle f}는 상반평면 라플라스 연산자 {\displaystyle \Delta }의 고유함수이다. 즉, {\displaystyle \Delta f=0}이다.

마스 파동 형식은 다음 조건을 만족시키는 약한 마스 파동 형식이다.
- {\displaystyle \operatorname {SL} (2;\mathbb {Z} )}의 첨점 근처에서, {\displaystyle x,y}에 대한 다항식 이하의 속도로 증가한다.

스리니바사 라마누잔이 발견한 가짜 모듈러 형식(영어: mock modular form)은 약한 마스 파동 형식의 정칙적 부분이다.

## 같이 보기
- 보형 형식
- 모듈러 형식

## 참고 문헌
1. ↑  Maaß, Hans (1949). “Über eine neue Art von nichtanalytischen automorphen Funktionen und die Bestimmung Dirichletscher Reihen durch Funktionalgleichungen”. 《Mathematische Annalen》 (영어) 121: 141–183. doi:10.1007/BF01329622. MR 0031519.

- Bump, Daniel (1997), 《Automorphic forms and representations》, Cambridge Studies in Advanced Mathematics 55, Cambridge University Press, ISBN 978-0-521-55098-7, MR 1431508